# Dávid László (villamosmérnök)
Dávid László (Csíkszereda, 1956. július 18. –) villamosmérnök, egyetemi tanár.

## Életútja
1981-ben villamosmérnöki szakot végzett a temesvári Műszaki Egyetemen. 1981–1985 között mérnök, majd fejlesztő mérnök a sepsiszentgyörgyi IMASA vállalatnál, 1985–1993 között kutató, főkutató, fiókintézeti igazgató a bukaresti Elektrotechnikai Kutatóintézet marosvásárhelyi fiókintézeténél. 1997-ben doktori címet szerzett a brassói Transilvania Egyetemen. 1993–2003 között a marosvásárhelyi Petru Maior Egyetem oktatója, 2001-től egyetemi tanár a Sapientia Erdélyi Magyar Tudományegyetem marosvásárhelyi karán, ahol 2004–2006 között rektorhelyettes, 2007–2012 között megbízott rektor, 2012-től pedig választott rektor 2020 decemberéig. 2021. január 22-től a szenátus elnöke.

## Munkássága
Kutatási területei: számítógépes irányítások, optimális és modell prediktív irányítások, mesterséges intelligencia, elektronsugaras technológia.
Hét egyetemi tankönyv és jegyzet, valamint több mint 60 tudományos dolgozat szerzője. 1990-ben Németországban folytatott tanulmányokat, 1999-ben a Tokyo Institute of Technology vendégoktatója volt.

### Könyvei, tankönyvei (válogatás)
- Dávid L., Tehnici de optimizare, Editura Universității "Petru Maior", Tg. Mureș, 2000, pp. 236. ISBN 973-8084-01-6
- Dávid L., Márton L. Rețele neuronale și logica fuzzy în automatizări, Editura Universității "Petru Maior", Tg. Mureș, 2000, pp. 208. ISBN 973-8084-02-4

### Cikkei (válogatás)
- Dávid, L., Compensarea influenței variațiilor tensiunii înalte asupra deflexiilor fluxului de electroni accelerați, Electrotehnică Electronică Automatică EAA vol. 33. (1989) 214-219
- Dávid, L., Metodă de estimare "on line" a parametrilor de circuit pentru generatoare statice de medie frecvență, Electrotehnică Electronică Automatică EAA vol. 33. (1989) 181-183
- Manaila, R., Devenyi, A., Biro, D., David, L., Barna, P. B., Kovacs, A., Multilayer TiAlN coatings with composition gradient, Surface and Coatings Technology 151-152 (2002) 21-25.
- Brassai, T. S., Dávid, L., Bako, L., Hardware implementation of CMAC based artificial network with process control application,  Scientific Bulletin of the „POLITEHNICA” University of Timisoara, ROMANIA, Transaction on ELECTRONICS AND COMMUNICATIONS, Tomul 49(63), Fascicola 1, (2004), 209-213, ISSN 1583-3380
- Dulău, M., Morar, A., David L., Applications of High Power Electron Beam Processing, Acta Electrotehnica, Academy of Technical Sciences of Romania, Mediamira Science Publisher, Cluj-Napoca, vol. 45, No. 4, (2004) 469-474, ISSN 1224-2497
- Dulău, M., Morar, A., David, L., The control of electron beam for welding technologies, Electrotehnica, Electronica, Automatica-EEA, vol.52, No. 4, (2004) 33-36, ISSN 1582-5175.
- Dulău, M., David, L., Morar, A., The Study of the Thermal Surface Modification by Electron Beam, Acta Electrotehnica, Mediamira Science Publisher, vol. 46, No 1. (2005) 13-17  ISSN 1224-2497
- Dulău, M., David, L. Modelling and Simulation of Electron’s Trajectory inside of Electron Beam Gun, Control Engineering and Applied Informatics, Published by the Romanian Society of Control Engineering and Technical Informatics CEAI vol. 9. No.1 (2007), 27-32, ISSN 1454-8658
- György K., Dávid L., Comparative Analysis of Model Predictive Control Structures, Acta Universitatis Sapientiae, Electrical and Mechanical Engineering, 2, (2010), 5-15, ISSN 2065-5916
- Katalin György, András Kelemen, László Dávid, Unscented Kalman Filters and Particle Filter Methods for Nonlinear State Estimation, Procedia Technology, Volume 12, 2014, pp. 65-74, ISSN 2212-0173,
- Katalin Györgya, László Dávid, András Kelemen, Theoretical Study of the Nonlinear Control Algorithms with     Continuous and Discrete-Time State Dependent Riccati Equation, Procedia Technology, 22 (2016), 582-591.
- Katalin György, László Dávid, Comparision between model reference discrete time indirect and direct adaptive control, ELSEVIER, Procedia Manufacturing, Volume 22, 2018, pages. 444-454,   ISSN 2351-9789
- Dávid László, György Katalin, Galaczi László, Survey of Optimal Control and Model Predictive Control with state estimation in real time applications, Műszaki Tudományos Közlemények vol. 13. (2020) pp. 19–30.

## Díjai, elismerései
- A Magyar Informatikáért-szakmai érem (2004)
- Pro Universitate et SCIENTIA, Magyar Professzorok Világtanácsának díja (2007)
- A Magyar Köztársasági Érdemrend középkeresztje (2011)
- Báthory-díj (2013)[5]
- EME Műszaki Tudományok Szakosztálya, Jenei Dezső-emléklap, 2014[6]
- Romániai Magyar Pedagógusok Szövetsége, Díszoklevél a Szövetség megalakulásának 25. évfordulója alkalmából készített emlékplakett, 2016
- MTA Arany János-érem 2017[7]
- Az Óbuda Egyetem "Pro Universitate" díja, 2017
- A Pannon Egyetem díszpolgára, 2017
- A Székely Nemzeti Tanács Gábor Áron-díja, 2018[8][9]
- A Sapientia Erdélyi Magyar Tudományegyetem Bocskai-díja, 2021[10]
- Kós Károly-díj, 2023[11]